# 陈思怡
陈思怡（1998年2月12日—），福建省福州市连江县筱埕镇定海村人，中國女子體操運動員，主项是跳马、高低杠和自由操。

## 簡歷
2003年，5岁的陈思怡被输送到福州市体校师，跟从黄美艳教练接受体操训练。2006年，她代表福州市参加第十三届福建省运动会，一人独揽四块金牌。2007年，她进入福建省体工大队，至2011年加入国家队，师从体操国家队教练熊景斌、张霞。
2010年，陈思怡在全国青年锦标赛获乙组跳马第七名。
2012年，陈思怡在全国体操锦标赛获团体第四名；同年9月，她在全国体操冠军赛获高低杠第六名；同年11月，她在法国马赛杯体操赛获得高低杠金牌、个人全能银牌、平衡木第四名。
2013年1月，陈思怡参加澳大利亚青少年奥运会体育节获得团体金牌、平衡木银牌。
2014年，在仁川亚运会上陈思怡与队友获得体操女子团体冠军。